# Saprinus gilvicornis
Saprinus gilvicornis är en skalbaggsart som beskrevs av Wilhelm Ferdinand Erichson 1834. Saprinus gilvicornis ingår i släktet Saprinus och familjen stumpbaggar. Inga underarter finns listade i Catalogue of Life.